# Charita Ústí nad Labem
Charita Ústí nad Labem je samostatnou právnickou osobou zřízenou litoměřickým biskupem Josefem Kouklem 7. února 2000 jako nástupnická organizace Farní charity Ústí nad Labem, která byla přejmenována na Oblastní charitu Ústí nad Labem. Pod tímto názvem vydržela až do roku 2021, kdy byl název zjednodušen na Charitu Ústí nad Labem. Je církevní právnickou osobou s vlastní právní subjektivitou (podle kán. 114–117 a kán. 312–317 Kodexu kanonického práva (CIC)).  Dle zákona č. 3/2002 Sb., o svobodě náboženského vyznání a postavení církví a náboženských společností je evidována na Ministerstvu kultury ČR.

## Poslání
Jejím posláním je pomoc bližnímu v nouzi, která vychází z křesťanských zásad bez ohledu na jeho příslušnost k rase, národnosti, náboženství, státní a politické příslušnosti.

## Seznam služeb
Ústecká charita má široký rozsah působnosti v okrese Ústí nad Labem. Mezi sociální služby patří:
- Dům Samaritán v Ústí nad Labem, který určený osobám bez přístřeší.[5] Je zde denní centrum, noclehárna a azylový dům. Poskytované služby mají charakter vícestupňového resocializačního programu. Důležitou roli hrálo toto centrum při záchraně bezdomovců v době, kdy vypukla pandemie covidu-19.[6] Výrazným způsobem také tomuto zařízení pomáhají různí sponzoři svými dary.[7]
- Dům pokojného stáří svaté Ludmily v Chabařovicích[8] je domov se zvláštním režimem, který poskytuje sociální služby určené pro osoby s Alzheimerovou, stařeckou a ostatními typy demencí.[9] Dům navštívila i řada významných osobností mezi něž patřil i kardinál Dominik Duka.[10]
- Dům sv. Materny se nachází v Ústí nad Labem  v městské části Střekov.[11] Dům byl slavnostně otevřen v roce 2020 a otevírala ho ústecká Charita spolu s vedením města Ústí nad Labem. Z vedení města se slavnostního otevření zúčastnili náměstkyně primátora Věra Nechybová a náměstek primátora Tomáš Vlach. Zařízení provozuje tři sociální služby – terénní programy, nízkoprahové zařízení pro děti a mládež (Komunitní centrum pro děti) a sociálně aktivizační služby pro rodiny s dětmi (Centrum služeb pro rodinu).[12] V rámci poskytovaných služeb dům nabízí také sociální poradenství a pomoc rodinám a osobám ohroženým sociálním vyloučením nebo nacházejícím se v nepříznivé sociální situaci.[11] Jako tomu bylo v případě Domu Samaritán, i tento dům sehrál důležitou úlohu při pandemii coronaviru.[13]
- Centrum pro rodinu Ovečka se nachází v Ústí nad Labem v městské části Severní Terasa-Dobětice. Provádí sociálně aktivizační služby pro rodiny s dětmi a nízkoprahové zařízení pro děti a mládež.[14] V rámci Mezinárodního dne rodiny řadu let pořádá Den rodiny za podpory statutárního města Ústí nad Labem a pod záštitou starosty UMO Severní Terasa.[15]
- Centrum pro děti Světluška, které v roce 2021 podpořila Skupina ČEZ,[7] a pořádá mnoho dalších sociálních aktivit v rámci evropských projektů.